# Euhesma tuberculata
Euhesma tuberculata là một loài Hymenoptera trong họ Colletidae. Loài này được Rayment mô tả khoa học năm 1939.